# Mihailo Vasić
Mihailo Vasić (n. 20 iulie 1993, Belgrad, Iugoslavia) este un baschetbalist sârb, medaliat olimpic. A participat la două ediții ale Jocurilor Olimpice (2020, 2024) în care a câștigat o medalie de bronz.

## Participări
Lista de mai jos prezintă principalele competiții la care a participat Mihailo Vasić de-a lungul carierei.
- Baschet la Jocurile Olimpice de vară din 2020 - masculin 3x3[4]